# Histoire des Juifs en Islande
L'histoire des Juifs en Islande débute avec le passage de marchands juifs et l'arrivée des convertis sur l'île dès le XVIIe siècle. L'île chrétienne reste hostile au judaïsme et aux Juifs, ce qui ne permet pas l'installation de Juifs au cours de l'histoire. 
Au XXIe siècle, l'antisémitisme islandais attire l'attention, alors qu'aucune communauté juive n'a existé dans le pays.

## Histoire

### Étymologie
Dès le XIe siècle, les Juifs sont appelés par des moines avec le mot Gyðingar, un dérivé du mot Guð (Dieu). La saga Gyðinga (la saga des Juifs) est écrite au XIe siècle, et est une traduction du premier livre des Maccabées avec des fragments des écrits de Flavius Josèphe. Le terme reste le plus utilisé mais un autre terme est utilisé dans un poème antijuif du XVIIe siècle, Júðar. Tous deux portent une connotation péjorative encore aujourd'hui.

### Les premiers Juifs
La première trace d'un juif en Islande remonte à 1625 avec l'arrivée d'un converti. Des marchands juifs se rendent également sur l'île durant les siècles suivants. 
Le premier cas d'un Juif pratiquant installé sur l'île est celui de Fritz Heymann Nathan au début du XXe siècle. Il y fonde une entreprise, Nathan & Olsen, qui devient l'une des plus importantes de l'époque sur l'île. Il construit aussi à Reykjavik le premier bâtiment de cinq étages et éclairé avec des lampes électriques. Il quitte néanmoins l'île avec sa famille, pour pouvoir pratiquer sa religion.
Des réfugiés juifs parviennent à s'y installer dans les années 1930, mais ils demeurent sujets à des expulsions et l'immigration est définitivement interdite en 1938. Les Juifs sont déportés vers le Danemark, tandis que d'autres risquent leurs vies en naviguant jusqu'aux États-Unis. Ils sont interdits de profession, ainsi que les médecins malgré le manque à l'époque. Certains se convertissent pour avoir la vie sauve. Jusqu'à l'arrivée des réfugiés Juifs, les Islandais n'ont connaissance de l’existence de Juifs qu'à travers les récits de la Bible et des allégations antisémites européennes. 
En 1933, un parti nazi est fondé en Islande et en 1937 le Premier secrétaire de la légation danoise déclare : « L'Islande a toujours été un pur pays nordique, exempt de Juifs ».
D'après le recensement de 1940, 9 Juifs vivent sur l'île.

### Épisode des soldats juifs durant la Seconde Guerre mondiale
Un service juif a eu lieu en 1940, qui comprenait 25 militaires accompagnant les forces britanniques. En 1944, 500 Juifs des troupes américaines étaient présents à un service de Rosh Hashanah à Keflavik. Dans l'ensemble 2000 soldats juifs étaient stationnés sur l'île.

### De nos jours
Au milieu des années 1950, presque tous adoptent des noms islandais et abandonnent leur identité juive, en particulier en raison du fort climat antisémite.
Il y a aujourd'hui environ 250 personnes juives vivant en Islande sur une population totale de 350 000 habitants environ.  Cependant, il n'existe aucune synagogue en Islande[réf. souhaitée]. Un centre Chabad est inauguré en 2018.

## L'antisémitisme islandais

### Les débuts
L'antisémitisme apparaît en Islande à travers l'influence religieuse européenne au cours des siècles
L'antisémitisme prend de l'ampleur durant le XIXe siècle, se rajoutant à la xénophobie traditionnelle. Durant le XXe siècle, l'antisémitisme est utilisé pour cimenter une identité nationale islandaise. La haine antisémite se retourne contre des marchands danois et allemands, accusés d'être des Juifs. Les quelques Juifs sur l'île sont rassemblés et expulsés, tandis que de nombreux Islandais supportent Hitler. La presse islandaise accuse certaines familles islandaises d'être juives ainsi que des étrangers européens (allemands, danois ou autres). La presse islandaise publie également des théories du complot contre les Juifs et la famille Rothschild. 
Les Islandais ayant rejoint l'Allemagne nazie ou les membres du parti nazi islandais ne sont pas condamnés après la guerre. Un SS islandais est même extradé avant sa condamnation sous les pressions de l'Islande. Un nouveau parti nazi est créé en 1960 et des nazis réfugiés en Islande s'expriment librement dans les médias. 
Dans la gauche, des politiciens socio-démocrates expriment de l'hostilité aux Juifs et de la sympathie pour le nazisme. D'autres socio-démocrates s'opposent aux investigations contre le nazi Evald Mikson qui s'était réfugié sur l'île. Après la guerre, les Islandais et leurs dirigeants souhaitent garder l'Islande « racialement pure » des Juifs, des Noirs et des Slaves. Des sympathies pour le nazisme sont parfois exprimées par les antisémites. Comme cas emblématique, chez les scouts en particulier dans les camps du YMCA et du YWCA, le salut hitlérien est encore utilisé longtemps après la Seconde Guerre mondiale.
Dans les milieux académiques les quelques Juifs ont été écartés après la guerre. Des manifestations d’antisémitisme sont retrouvées dans la littérature de Halldór Laxness, de l'auteur nazi Gunnar Gunnarsson, Hannes Pétursson ou d'autres auteurs. 

### AuXXIesiècle
La crise financière de 2008 voit un phénomène d'accusations contre les Juifs d'en être les responsables. 
De célèbres poèmes contiennent des messages antisémites et décrivent les Juifs de manière très péjorative. Le Centre Simon-Wiesenthal demande à la radio islandaise de cesser de faire lire ces poèmes à la radio alors qu'ils sont lus depuis 1943, pour la célébration de la Pâque. La demande fut considérée comme scandaleuse en Islande, accusant les Juifs et Israël de se mêler dans des affaires islandaises qui ne les concernent pas. Des parlementaires islandais se déclarent athéistes ou non-religieux encouragent même la lecture de ces poèmes pour la fête chrétienne, sans que leurs motivations ne soient connues. 
À partir de 1967 jusqu'à aujourd'hui, l'antisémitisme prend plutôt la forme d'un antisionisme radical et de haine contre Israël. Les théories du complot juif contre George Soros sont populaires.